# Джеймс Сент-Джеймс
Джеймс Сент-Джеймс (англ. James St. James) (народжений James Clark 1 серпня 1966 року) — ексцентричний американський телеведучий, письменник, травесті, блогер, постійний співавтор з Мачу Андерсеном, і колишній член субкультурної спільноти Club Kids у Нью-Йорку, у клубному середовищі наприкінці 1980-х і на початку 1990-х років.
Джеймс Сент-Джеймс був відомий своїм нетиповим способом життя, який включав у себе прийом важких наркотиків, постійні андеграундні вечірки, і химерні костюми, які спочатку привели його до національної уваги у США, як суб'єкта Club Kids, завдяки телевізійним виступам у шоу та інтерв'ю. Він написав книгу Кривава дискобаня (зараз видається під назвою Party Monster), який згодом був перетворений у художній фільм Party Monster у головній ролі з Маколей Калкіном, у ролі Майкла Еліга і Сет Грін, у роіл самого Сент-Джеймса. Його життя було також предметом документального фільму Party Monster: The Shockumentary 1998 року.

## Біографія

### Молодість і освіта
Джеймс виріс в сім'ї добре забезпечених батьків в містечку Саґіно, штат Мічиган, де він жив зі своєю матір'ю після розлучення батьків. Влітку він залишався зі своїм батьком в місті Форт-Лодердейл, штат Флорида, поки він не переїхав до міста Форт-Лодердейл. Після прочитання книги Енді Ворхола, — «Popism: The Warhol Sixties» Сент-Джеймс переїхав до Нью-Йорку в 1984-му році, де він навчався виконавчому мистецтву в Нью-Йоркському університеті протягом двох років, перш ніж всмоктатися в клубну сцені в Нью-Йорку. Вже в той час, Сент-Джеймс жив неприйнятним для більшості способом життя, ставши близьким другом ікони нічного міста Майкла Мусто.

### Кар'єра
Сент-Джеймс став свого роду наставником для Майкла Еліга, хоча спочатку він та інші, в майбутньому знані як «Club Kids», уникали новачка, тому Еліг незабаром створив свою власну субкультурну групу, ще яскравішу і популярнішу, шокуючу, назбиравши треш-друзів по усьому нічному клубному світу, копіюючи яскравий стиль Сент Джеймса, самокрекламуючись та створюючи ні на що досі не схожі інноваційні тематичні вечірки. Еліг зрештою перевершив Сент-Джеймса, і Сент-Джеймс перетворився з зірки в одного з «Club Kids», допомагаючи Елігу створити нову субкультурну течію. Еліг і Сент-Джеймс виконували багато паті разом, в кінцевому рахунку, створивши напрямок Disco 2000 та нічний клуб Нью-Йорка, The Limelight. Сент-Джеймс написав декілька колонок, найбільш відомих для короткоіснуючих в Нью-Йорку ЛГБТ-видань OutWeek протягом двох років тривалості життя журналу від 1989 до 1991 року. Сент-Джеймс з'являвся багато разів по телебаченню разом з Club Kids на ток-шоу в 1980-х і 1990-х роках, в тому числі в Шоу Джеррі Спрінгера, Geraldo talk show і Джоан Ріверс.

### Кривава дискобаня, кінець 1990-х
Коли Еліг став наркоманом, і убив свого наркоторговця і водночас сусіда по кімнаті, Андре "Ангел" Мелендес, у Джеймса дебютувала книга, Кривава дискобаня, подробиці ганебного сходження до слави Еліга та вбивства. Документальний і художній фільм вийшли пізніше, і використовували сюжет книги за основу, хоча сам Майкл Еліг критикував книгу і фільм, де його зобразили надто ганебно.

### «Freak Show» у 2000-ні роки
Сент-Джеймс опублікував другу книгу Freak Show в 2007-му році. Це комедійна мелодрама про підлітків-трансвеститів, які відвідують нову школу і влаштовують стосунки з захисником футбольної команди. Книга «Freak Show» була названа на АБА Найкращою книгою для молоді. Джеймс також курує мистецтво і створює покази в галереї World of Wonder для виробництва компанії World Wonder Productions, виробника Party Monster: The Shockumentary (1998) і Party Monster (2003), і веде блоги регулярно на сайті World Вандера, та доповіді на WOW. У 2000-х Сент-Джеймс регулярно з'являвся на «Топ-модель по-американськи», на 5, 7, і 11 циклах.

## Фільмографія
- Документальний фільм Party Monster: The Shockumentary[en] 1998 року; Велике інтерв'ю описує клуби в 1980-ті/1990-ті роки, такими режисерами, як: Фентон Бейлі та Ренді Барбато.